# Сваричув
Сваричув (пол. Swaryczów) — село в Польщі, у гміні Комарув-Осада Замойського повіту Люблінського воєводства.
Населення — 51 особа (2011).
У 1975-1998 роках село належало до Замойського воєводства.

## Демографія
Демографічна структура станом на 31 березня 2011 року:
|          | Загалом | Допрацездатний вік | Працездатний вік | Постпрацездатний вік |
| -------- | ------- | ------------------ | ---------------- | -------------------- |
| Чоловіки | 25      | 4                  | 15               | 6                    |
| Жінки    | 26      | 2                  | 8                | 16                   |
| Разом    | 51      | 6                  | 23               | 22                   |